# Formicium giganteum
Formicium giganteum är en myrart som beskrevs av Lutz 1986. Formicium giganteum ingår i släktet Formicium och familjen myror. Inga underarter finns listade i Catalogue of Life.

## Bildgalleri

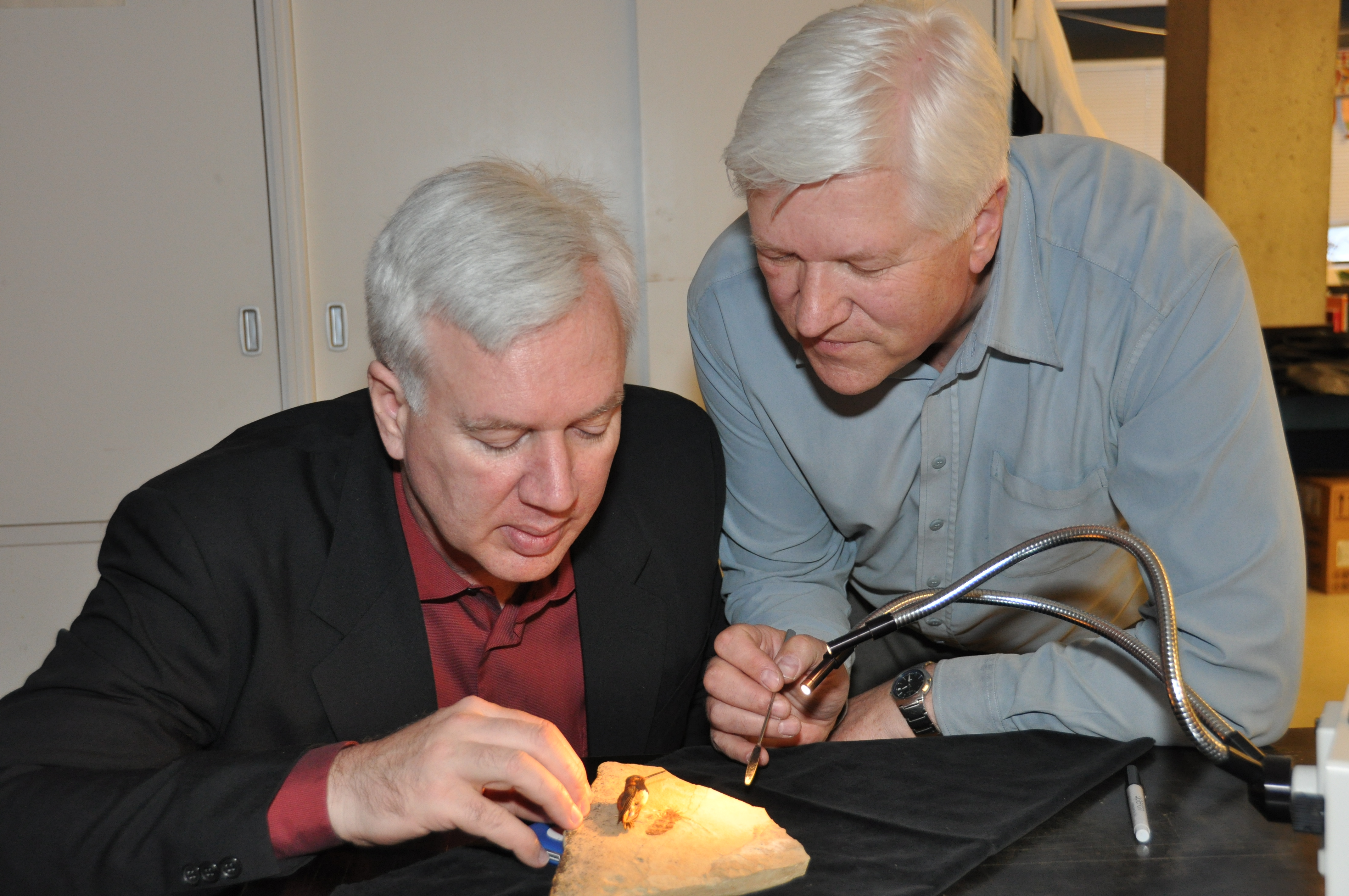
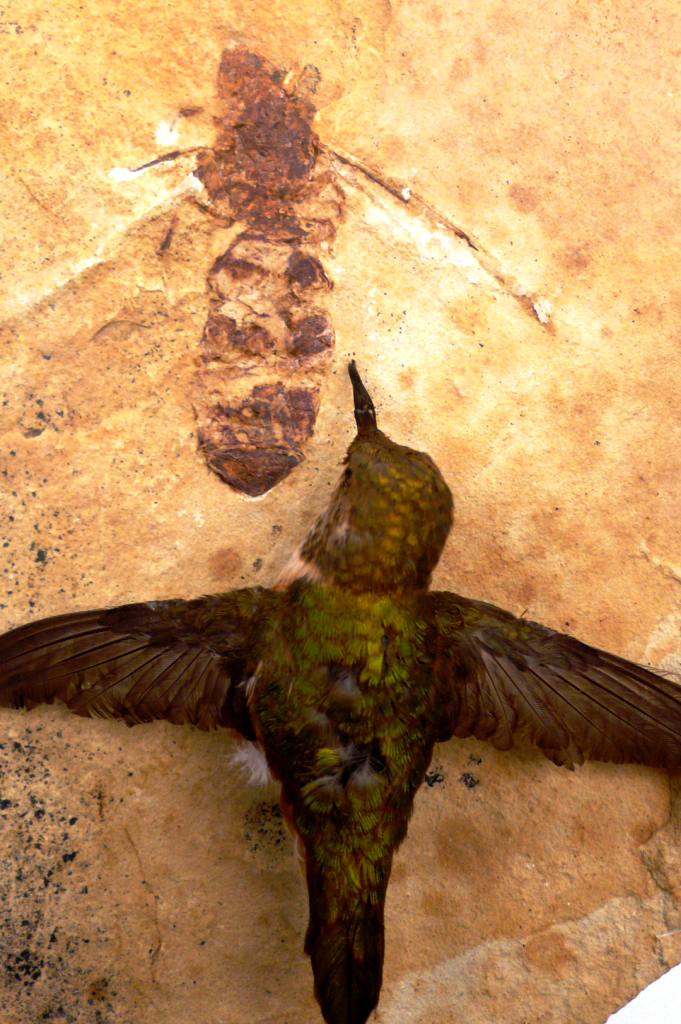